# Ateliers de construction de motocycles et d'automobiles
Pour les articles homonymes, voir ACMA.
Les Ateliers de construction de motocycles et accessoires créés en novembre 1950, devenus en 1954 les Ateliers de construction de motocycles et d'automobiles (ACMA) étaient une entreprise implantée à Fourchambault dans la Nièvre.
L'usine était spécialisée dans l'assemblage des scooters Vespa (dont la 150 TAP) puis dans la construction des automobiles compactes Vespa 400 sous licence Piaggio.
Les ateliers ont définitivement fermé leurs portes le 31 décembre 1962.

## Historique
L'entreprise était chargée de la fabrication des scooters Vespa (Piaggio), puis de 1957 à 1962 de la fabrication de la Vespa 400, petit véhicule urbain performant.
L'ACMA s'installe à Fourchambault le 25 novembre 1950.
La production débute en février 1951 par l'assemblage de deux cents scooters, avec comme main-d'œuvre une vingtaine de personnes. En avril 1953, la 100000e Vespa sort des ateliers de l'ACMA et en 1954, la 150000e Vespa Made in France est célébrée.
Côté automobile, environ trente mille Vespa 400 sortent des ateliers.
Le développement de la production va entraîner une augmentation considérable de l'effectif des ateliers, qui vont employer jusqu'à 2 800 salariés en 1958.
Parallèlement, la ville de Fourchambault bénéficiant de cet essor, sa population atteint 6 240 habitants en 1962, nécessitant la construction de plus de deux cents logements, d'une école primaire et d'une école maternelle.
À partir de 1956, la concurrence sur le marché français et les problèmes économiques liés à la guerre d'Algérie vont entraîner une forte baisse de la demande de ce genre de voiturette et une augmentation importante des stocks.
La production ralentit progressivement jusqu'à la fermeture définitive des ateliers le 31 décembre 1962. Ils sont rachetés par Simca Industries l'année suivante, et restent utilisés par diverses filiales de véhicules utilitaires Fiat jusqu'à l'abandon du site en 1993.

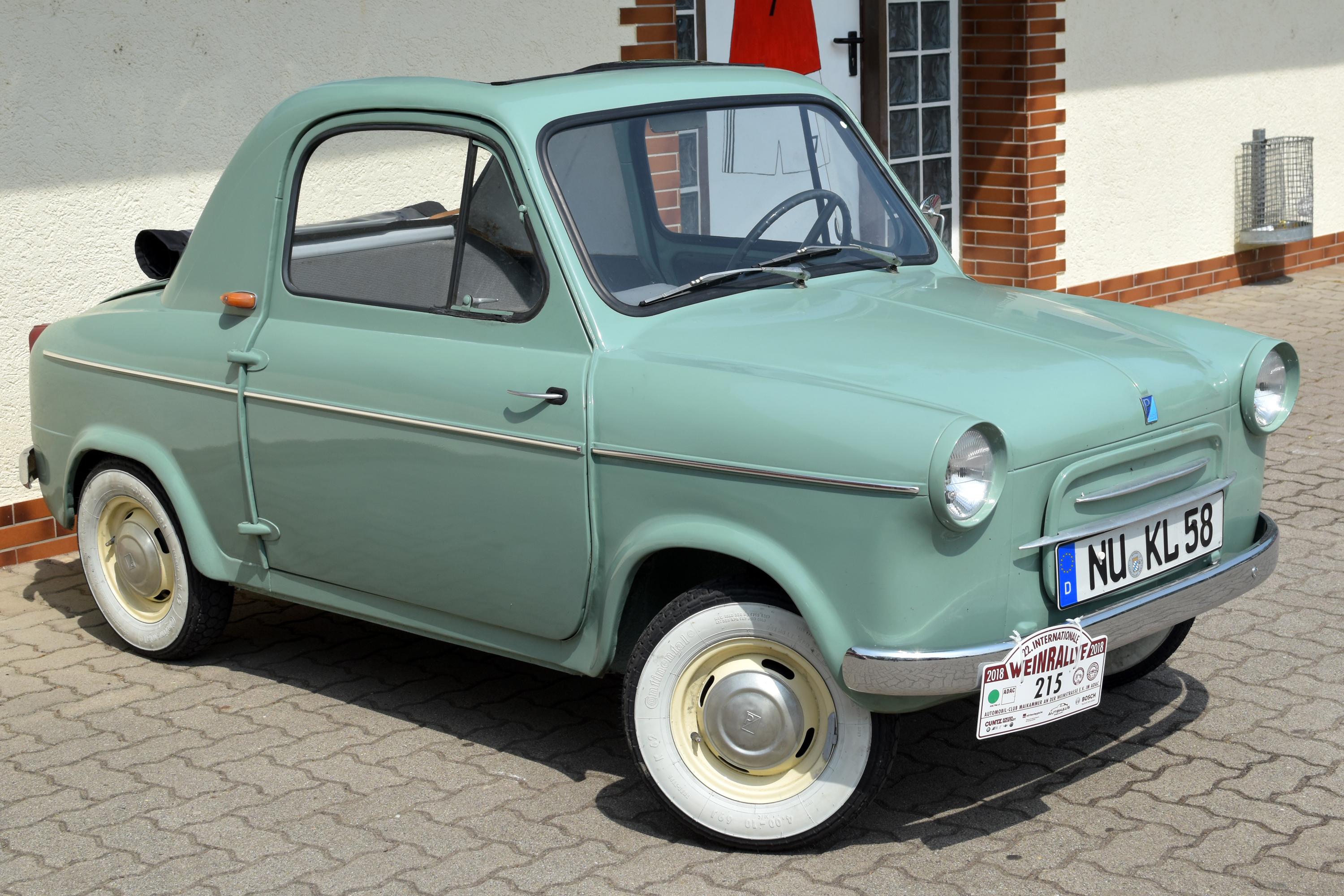
Vespa 400.